# Kennicott (Schiff)
Die Kennicott ist eine US-amerikanische Fähre, die auf dem Alaska Marine Highway eingesetzt wird.

## Geschichte
Die Fähre wurde unter der Baunummer 1510 auf der Werft Halter Marine in Moss Point gebaut. Die Kiellegung fand am 25. Oktober 1996 statt, die Fertigstellung erfolgte im Juni 1998. Der Entwurf stammte von Halter Marine und Glosten Associates in Seattle.
Das Schiff ist nach dem Kennicott-Gletscher in den Wrangell Mountains benannt.
Die Fähre kann im Fall eines größeren Unglücks vor der Küste Alaskas als schwimmende Einsatzzentrale genutzt werden. Die Notwendigkeit dafür ist eine Folge aus dem Unglück der Exxon Valdez, die im März 1989 im Prinz-William-Sund auf Grund lief und eine schwere Ölverschmutzung auslöste.

## Technische Daten
Das Schiff wird von zwei Zwölfzylinder-Dieselmotoren des Herstellers Wärtsilä (Typ: 12V32LNE) mit jeweils 4920 kW Leistung angetrieben. Die Motoren wirken über Untersetzungsgetriebe auf zwei Verstellpropeller. Das Schiff ist mit einem Bugstrahlruder ausgerüstet. Für die Stromerzeugung an Bord stehen zwei von den Hauptmotoren angetriebene Wellengeneratoren und zwei von Dieselmotoren mit jeweils 750 kW Leistung angetriebene Generatoren zur Verfügung.
Die Be- und Entladung der Fähre erfolgt über ein Fahrstuhlsystem im hinteren Bereich des Schiffes. Fahrzeuge befahren bzw. verlassen das Schiff quer zu dessen Längsachse und werden auf dem Fahrzeugdeck mithilfe einer Drehscheibe gedreht, um das Deck befahren zu können. Auf dem Fahrzeugdeck stehen rund 475 Spurmeter zur Verfügung, die im Südosten Alaskas vollständig genutzt werden können. Die Fahrzeugkapazität der Fähre beträgt dann 78 Pkw. Im Südwesten Alaskas stehen rund 408 Spurmeter zur Verfügung, die Fahrzeugkapazität beträgt hier 67 Pkw.
Oberhalb des Fahrzeugdecks befinden sich vier weitere Decks unter anderem mit Passagierkabinen, einem Restaurant und mehreren Lounges. Das Sonnendeck ist überdacht und so wind- und wettergeschützt.
Die Passagierkapazität beträgt 450 Personen. Das Schiff ist mit 109 Passagierkabinen ausgestattet. Davon sind 50 Vierbett- und 59 Zweibettkabinen, so dass insgesamt 318 Betten zur Verfügung stehen. Es besteht auch die Möglichkeit, an Deck des Schiffes zu zelten, der Platz ist allerdings begrenzt.